# Kinsley (Kansas)
Kinsley è una città degli Stati Uniti d'America e la sede della Contea di Edwards, nello Stato del Kansas.